# Milica Danilovic
Milica Danilović‑Todosić (Aranđelovac, 5 de enero de 1975), más conocida como Milica Danilović, es una ex‑jugadora de balonmano serbia, nacionalizada alemana, que se desempeñaba como lateral izquierdo.

## Trayectoria

### Clubes
Milica Danilović inició su carrera en ŽRK Šumadija (antecesor de ŽRK Izvor Bukovička Banja) entre 1985 y 1989. Posteriormente jugó en RK Voždovac (1989–1994), Vardar Skopje (1994–1995), Krim Ljubljana (1995–1996) e Hypo Niederösterreich (1996–1997). En Alemania militó en TV Lützellinden (1997–2003), HC Leipzig (2003–2006) y VfL Oldenburg (2006–2007), antes de regresar a Serbia en 2007.
Se incorporó al Sagunto español durante los años 2007 a 2011, año en el que volvió de nuevo a Serbia y colgó temporalmente las zapatillas. Se barajó entonces la posibilidad de que volviera a la selección serbia, cosa que la misma jugadora descartó por su interés en formar una familia.
Finalizó su carrera en ŽRK Radnički Kragujevac (2011–2015) y volvió a Izvor Bukovička Banja (hasta al menos 2017), participando en competiciones europeas desde la Champions a la Challenge Cup.

#### Trayectoria de clubes
- 1985–1989:  ŽRK Šumadija / Izvor Bukovička Banja
- 1989–1994:  RK Voždovac
- 1994–1995:  Vardar Skopje
- 1995–1996:  Krim Ljubljana
- 1996–1997:  Hypo Niederösterreich
- 1997–2003:  TV Lützellinden
- 2003–2006:  HC Leipzig
- 2006–2007:  VfL Oldenburg
- 2007:  Izvor Bukovička Banja
- 2007–2011:  Balonmano Sagunto
- 2011–2015:  ŽRK Radnički Kragujevac
- 2015–2017:  Izvor Bukovička Banja
- 2017–2018:  Bekament BB[4]

### Selección
Posee doble nacionalidad (serbia y alemana) y formó parte de la selección alemana, disputando el Mundial de 2003.

## Premios y títulos
- 3 × Bundesliga de Alemania (1999/00, 2000/01, 2005/06)
- 3 x Liga Serbia (2013/14, 2014/15, 2015/16)
- 1 x Copa Eslovena (1995/96)
- 1 x Liga Eslovena (1995/96)
- 1 x Liga Austrica (1996/97)
- 2 x Copa ABF (2007/08 y 2008/09)
- 1 x Copa de la Reina (2007/08)